# Międzyrzecze (województwo zachodniopomorskie)
Międzyrzecze (niem. Meseritz) – wieś w Polsce położona w województwie zachodniopomorskim, w powiecie świdwińskim, w gminie Sławoborze. Przez wieś przepływa struga Leżnica.